# إس. كوينتون جونسون
إس. كوينتون جونسون (بالإنجليزية: S. Quinton Johnson)‏ هو سياسي أمريكي، ولد في 27 مارس 1969. حزبياً، نشط في الحزب الديمقراطي.